# Марта Уэйн
Марта Уэйн (англ. Martha Wayne; урождённая Кейн (англ. Kane)) — персонаж DC Comics. Мать Брюса Уэйна и жена Томаса Уэйна. Когда Марта и её муж были убиты преступником в переулке, их сын стал линчевателем по прозвищу Бэтмен.
Марта впервые появилась в Detective Comics #33 (ноябрь 1939) и была создана Бобом Кейном, Биллом Фингером, Джерри Робинсоном и Гарднером Фоксом.
В серии комиксов Flashpoint она стала Джокером, когда Джо Чилл убил Брюса вместо неё и Томаса.